# Fischer Árpád
Bánáti Fischer Árpád, 1945-től Bánáti (Nagybecskerek, 1896. május 22. – Budapest, 1980. július 31.) magyar fogorvos, író, költő.

## Élete
Fischer Mór és Tenczer Ernesztin fia. Az egyetemet Budapesten, Kolozsváron és Pécsett végezte. 1919-ben fogorvosként tért haza szülővárosába és nem sokkal később sztomatológiai rendelőt mondhatott magáénak. Számos cikke jelent meg, belső munkatársa volt az Újvidéken megjelenő Jüdisches Volksblattnak és a Zsidó Szemlének. Az 1920-as évek második felében felhagyott a költészettel, s térítéssel meg grafológiával kezdett foglalkozni. 1927-ben fogászként Budapesten telepedett le, s a Kiáltvány a zsidósághoz címmel megjelenő propagandairattal fordult hittársaihoz, azzal a szándékkal, hogy megnyerje őket a Krisztus-hívésnek. Később a kézírás elemzésével foglalkozott és a Magyar Írástanulmányi Társaság elnöki tisztségét is betöltötte. Családnevét 1945-ben Bánátira változtatta.
Házastársa Schvarcz Margit (1901–1956) volt, Schvarcz Sándor és Neumann Fanni lánya, akivel 1924. június 10-én Budapesten kötött házasságot.

## Művei
- Máriadalok (Nagybecskerek, 1920)
- Vulkándalok (Nagybecskerek, 1920)
- A befejezetlen szobor (Nagybecskerek, 1920)
- Edvin herceg halála (egyfelvonásos színjáték, Budapest, 1922)
- Kiáltvány a zsidósághoz. Utószót írta Schimert Gusztáv (Budapest, 1927)
- Lélek és írás: képes grafológia (Budapest, 1939)
- Magyar-zsidó vonatkozások (Budapest, 1940)
- A folyam himnusza: kóruskompozíciók (Monor, 1946)
- Grafológia magatartás-teszt (Budapest, 1947)
- Lélek és írás – Képes grafológia (Budapest, 1939)